# Engelsk bulldogg
För andra betydelser, se Bulldogg.
Engelsk bulldogg är en hundras från Storbritannien. Den är en mindre molosserhund och sällskapshund. I Storbritannien och USA benämns rasen enbart Bulldog. I en undersökning 2012/2013 utnämndes engelsk bulldogg till en av världens 20 populäraste hundraser.

## Historia

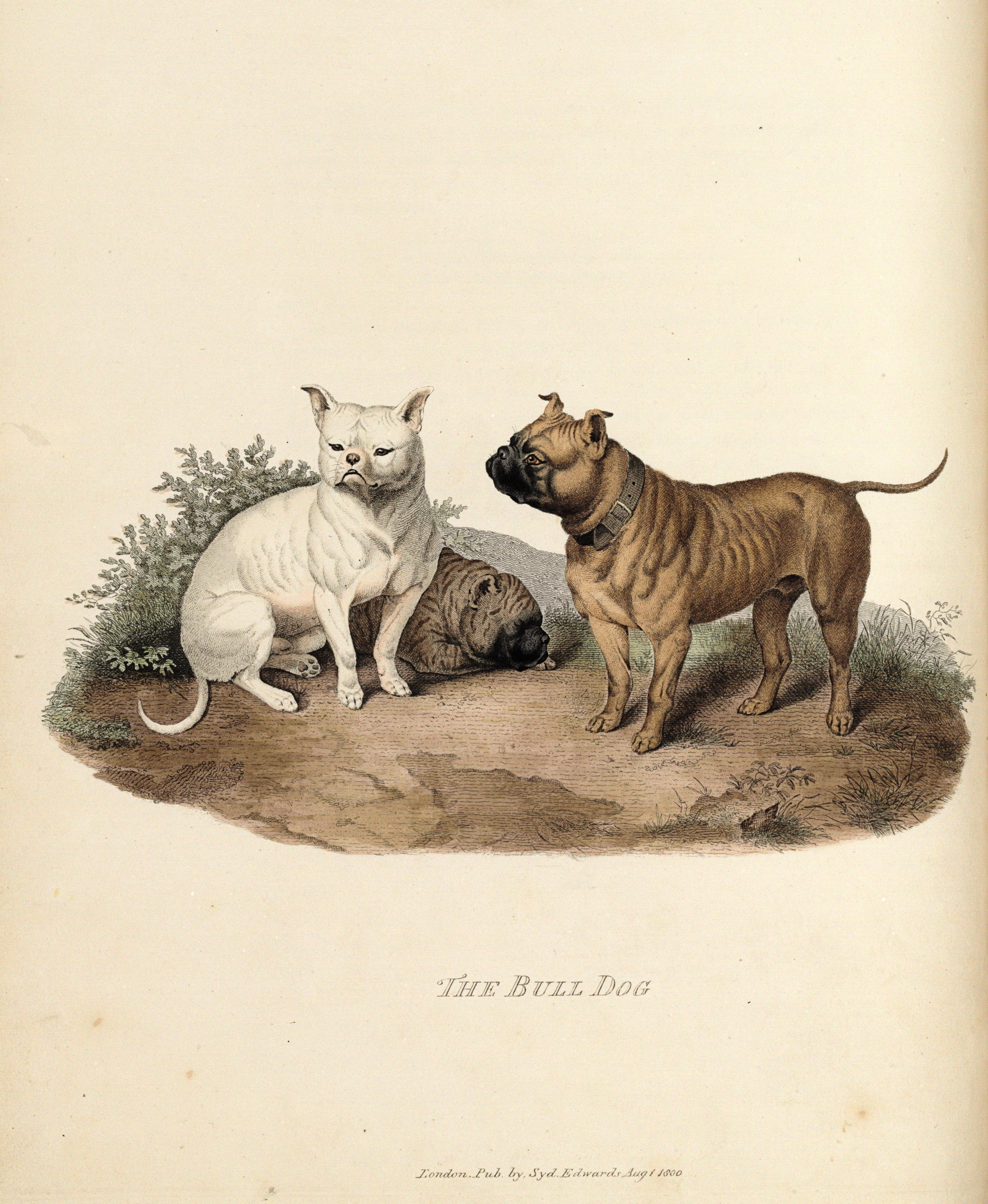
Bull Dogs från Cynographia Britannica av Sydenham Edwards år 1800.

Ursprunget till den engelska bulldoggen är de butcher's dogs (slaktarhundar), bandogs och bull dogs som användes vid slakt och för tjurkamper som förbjöds 1835. Dessa butcher's dogs kan beskrivas som en kraftigare boxer eller som en blandning av boxer och mastiff. Den engelska bulldoggen är resultatet av medvetet urval sedan dess. Eftersom den engelska bulldoggen och boxern har ungefär liknande ursprung, är dessa båda raser ett framträdande exempel på vad målinriktad avel kan åstadkomma på få generationer.
1860 deltog engelsk bulldogg för första gången på hundutställning i Birmingham. 1865 skrev några entusiaster en första rasstandard. Den brittiska kennelklubben the Kennel Club erkände engelsk bulldogg som självständig ras 1873 och året därpå bildades en rasklubb.

## Egenskaper
Idag är rasen ansedd som en tålmodig och trogen hund, som gärna står ut med barns tumult. Modig är den fortfarande och den har kvar en tydlig vaktinstinkt.

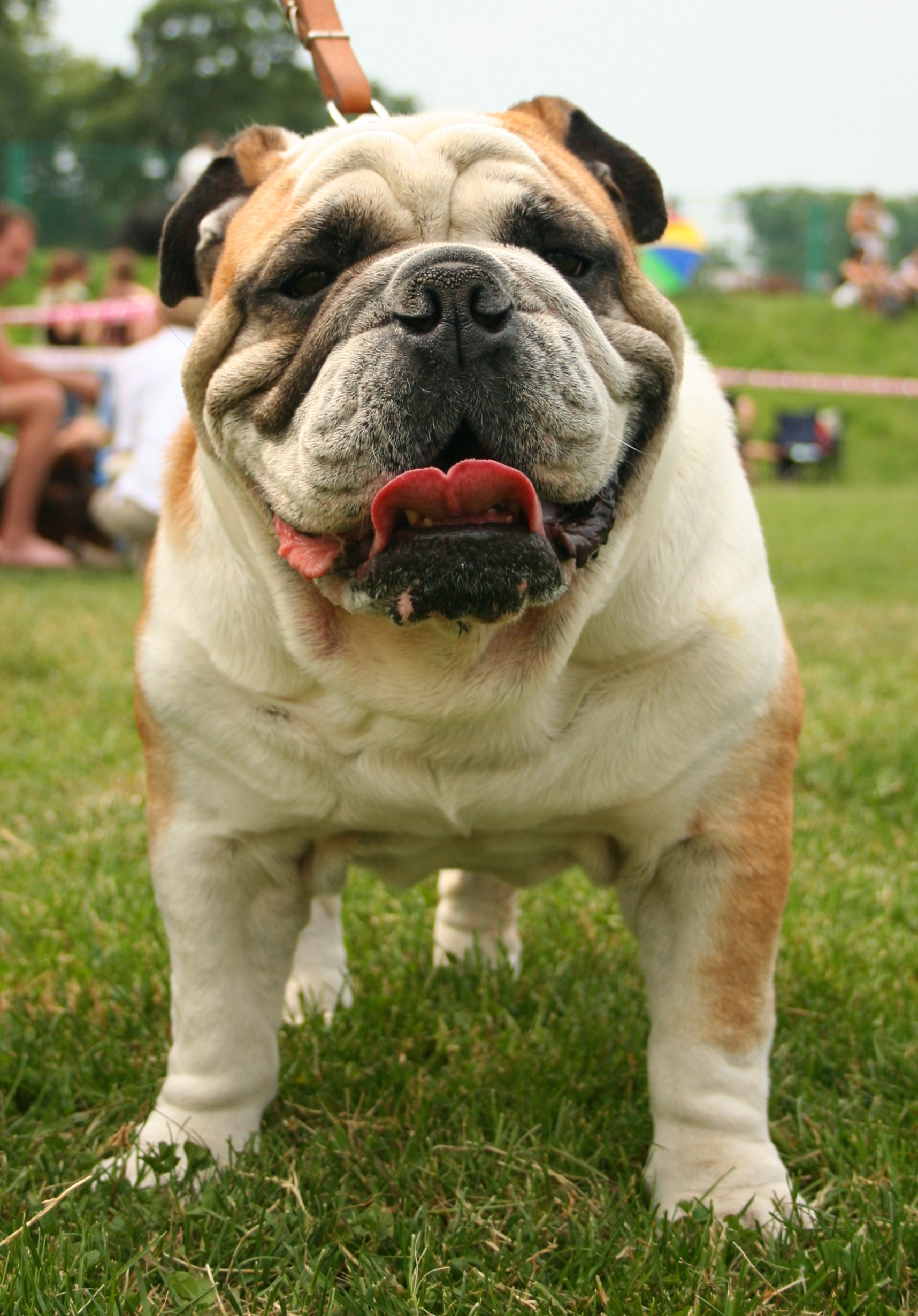
En engelsk bulldogg.

## Utseende
Engelsk bulldogg är en trubbnosig (brachycefal) hundras på grund av att man har avlat på ärftliga defekter så att hundarnas skallben blivit kortare än normalt.
Kroppen ska enligt rasstandarden vara tungt och massivt byggd med brett skulderparti och något tunnare bakparti. Huvudet ska vara mycket stort och närmast kvadratiskt, med runda kinder. Benen ska vara bastanta och muskulösa, med något kortare fram- än bakben. Tassarna ska vara runda och kompakta med väl åtskilda tår. Svansen ska vara lågt ansatt, medellång, avsmalnande och bärs nedåtriktad. Pälsen ska vara kort, slät och fin. Färgerna på pälsen kan vara röd i olika nyanser, fawn, vit, orange och tigrerad vit och med någon av tidigare nämnda färger. Ansiktet kan vara försett med svart mask, vilket går bra tillsammans med nosspegeln och näsborrarna som ska vara svarta oavsett vilken färg hunden har. Öronen ska vara högt och brett ansatta. De ska vara små och bäras så att den rosa insidan är synlig. Ögonen ska vara mycket mörka, runda och lågt ansatta samt sitta brett isär. Överläppen hänger över underläppen på kindsidorna. Framtill når överläppen till underläppen och täcker tänderna.
Tiken ska vara något lättare än hanen och en önskvärd vikt är 25 kg för hane och 23 kg för tik. Hunden ska ge ett intryck av beslutsamhet, styrka och mod.

## Hälsa
Kända problem i rasen är valpningen, då rasstandarden kräver stora huvuden och tikarna inte kan föda fram dem utan kejsarsnitt. Orsaken till konflikten mellan rasstandarden och rasens hälsa var en misstolkning av hur stora huvudena borde vara samt hur smala bakpartier rasen borde ha. Detta försöker hundorganisationerna, veterinärer, uppfödare komma tillrätta med genom att vid utställningar och prov premiera hundar med mindre huvuden och kraftigare bäcken, som tillåter normal förlossning. Också valpköparna bör tänka på detta avelsarbete och inte köpa valpar med de utseende-egenskaper som förhindrar ett normalt liv för hunden.
Den korta nosen och det rynkade ansiktet ger problem med andning och hud.

### Problem med smuggelvalpar
Rasen har under 2000-talet varit inblandad i smuggelverksamhet. Polisen, Tullverket och Jordbruksverket har därför uppmanat köpare av rasen att vara noggrann i valet av säljare/uppfödare för att inte gynna smuggelverksamheten. Jordbruksverket har med anledning av smuggelverksamheten lagt ut råd till valpköpare för hur de kan undvika att köpa smugglade valpar 

## I fiktion
Det personliga utseendet hos rasen har lett till att det har gjorts karikatyrer om dessa i bland annat tecknade serier.[källa behövs]